# Velký masturbátor
Velký masturbátor (El gran masturbador) je malba Salvadora Dalího vytvořená během surrealistického období. Je vystavena v Muzeu královny Sofie v Madridu.
V centru obrazu je deformovaná tvář z profilu, obrácená dolů, jejíž tvar nese rysy mysu Creus, přírodního útvaru na katalánském pobřeží. Podobný profil se objevuje na známější malbě Persistence paměti, kterou umělec vytvořil o dva roky později. Nahá ženská postava (připomínající Dalího novou múzu Galu) se ústy (a se zavřenýma očima) přibližuje k mužskému rozkroku v příslibu felace. Jak naznačuje název díla, může jít o masturbační fantazii. Vychrtlá mužská postava, zobrazená jen od pasu dolů, má na kolenou a stehně čerstvě krvácející řezy. Pod ústřední figurou leze kobylka, hmyz, o kterém se Dalí ve svých textech opakovaně zmiňuje. Po břiše kobylky i po nachýleném těle lezou roje mravenců; to je častý motiv sexuální úzkosti v Dalího díle. Téměř pustou krajinu ve spodní části obrazu zalidňují tři postavy, leží v ní vejce, symbol plodnosti, a jsou zde další s velkými odstupy rozmístěné objekty. Dvě objímající se postavy vrhají jediný dlouhý stín, zatímco osamělá postava na okraji plátna spěchá k obzoru. Na zádech centrální postavy jsou ve vratké nereálné pozici kameny a uschlá kytka v květináči, přičemž na ležícím kameni stojí květináč a další kameny balancují na suché rostlině. Tato část zobrazuje myšlenku úniku z reality, častou i v mnoha dalších Dalího uměleckých dílech.

## Možné interpretace
Obraz snad představuje Dalího dvojlomný vztah k pohlavnímu styku. V mládí mu otec přinesl knihu s explicitními fotografiemi lidí trpících neléčenými pohlavními chorobami v pokročilém stadiu, aby chlapce poučil. Fotografie nemocí groteskně znetvořených genitálií fascinovaly a zároveň mladého Dalího děsily. Až do dospělosti pak spojoval sex s hnilobou a zánikem.
[Plátno] zobrazovalo velkou hlavu, zsinalou jako z vosku, s velmi růžovými tvářemi, s dlouhými řasami a s impozantním nosem vmáčknutým do země. Tato tvář neměla ústa a místo ní v ní tkvěla obrovská kobylka. Břicho kobylky bylo v rozkladu a plné mravenců. Několik mravenců spěchalo prostorem, který by vlastně měla vyplňovat ústa této úděsné tváře, jejíž hlava vplývala do architektury a ornamentů v secesním stylu. Obraz se jmenoval Velký masturbátor.
Salvador Dalí, Tajný život Salvadora Dalího

Výřez ze Zahrady pozemských požitků

Historici umění shledávají jistou inspiraci v Boschově Zahradě pozemských požitků. Veliký masturbátor se podobá výjevu na pravé straně levého panelu, kde se objevují skaliska a keře a kde se drobní živočichové hemží na tváři s výrazným nosem a dlouhými řasami.

## Historie
Dalí si obraz ponechal, vystavil jej v Teatro-Museo Dalí ve Figueres s přáním, aby po jeho smrti byl zařazen do španělských národních sbírek. Jeho vůle byla naplněna umístěním do madridského muzea.